# Tschechows Waffe

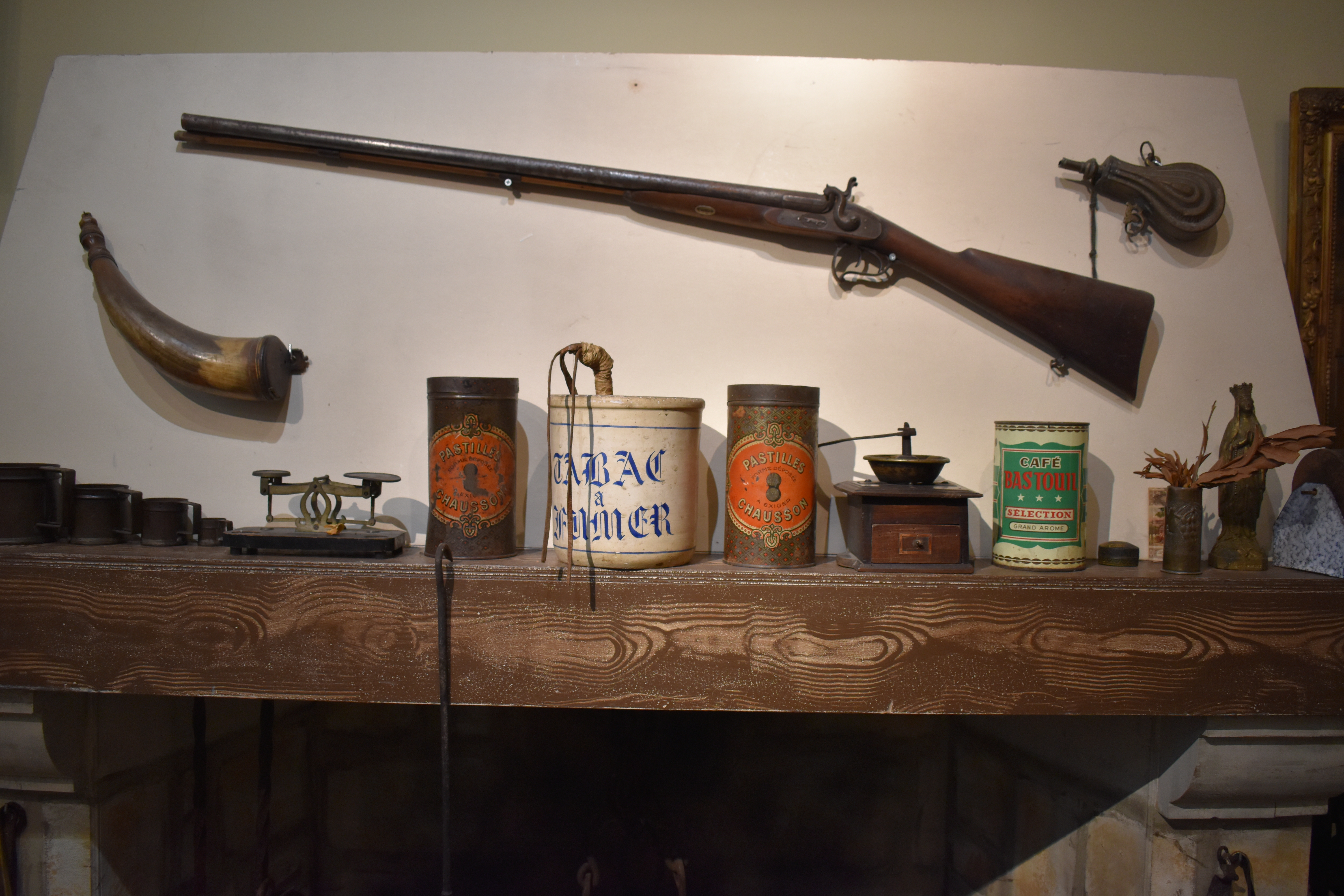
Ein ausgestelltes Gewehr

Tschechows Waffe (oder Tschechows Gewehr; russisch Чеховское ружьё) ist ein Erzählprinzip, das betont, dass jedes Element einer Geschichte notwendig sein muss, während irrelevante Elemente entfernt werden sollten. Wenn demnach eine Waffe in einer Geschichte vorkommt, muss es dafür einen Grund geben, beispielsweise dass sie später abgefeuert wird. Das Prinzip, dass alle Elemente im Laufe der Geschichte schließlich ins Spiel kommen müssen, wird mit einigen Variationen in mehreren Briefen von Anton Tschechow als Ratschlag für junge Dramatiker festgehalten.
In den letzten Jahren hat der Begriff auch die Bedeutung eines Handlungselements angenommen, das früh in einer Geschichte eingeführt wird, dessen Bedeutung für die Handlung jedoch erst später klar wird. Diese Bedeutung ist jedoch losgelöst von Tschechows ursprünglicher Absicht der narrativen Bewahrung und Notwendigkeit.

## Beispiele
Das Prinzip wird in vielen „James Bond“-Filmen umgesetzt, in denen dem Spion zu Beginn einer Mission neue Ausrüstung präsentiert werden – wie beispielsweise eine versteckte, am Handgelenk aktivierte Dart Gun in „Moonraker“ – und normalerweise spielt jeder dieser Gegenstände eine wichtige Rolle in der Geschichte. Das Prinzip besagt, dass nur die später im Plot verwendeten Mittel präsentiert werden dürfen. Ein weit verbreitetes Missverständnis ist, dass deren Enthüllung selbst schon ein Element von Tschechows Erzähltheorie ist.

## Variationen
Ernest J. Simmons, (1903–1972) schreibt, dass Tschechow das Thema mehrfach in seinen Ausführungen wiederholte, was die verschiedenen Variationen erklären könnte.
- „Man darf niemals ein geladenes Gewehr auf die Bühne stellen, wenn es nicht losgeht. Es ist falsch, Versprechungen zu machen, die man nicht halten will.“[11][12][13]
- „Entferne alles, was für die Geschichte nicht relevant ist. Wenn du im ersten Akt sagst, dass ein Gewehr an der Wand hängt, muss es im zweiten oder dritten Akt unbedingt losgehen. Wenn es nicht abgefeuert wird, sollte es nicht dort hängen.“ – Sergius Schtschukin (1911) „Memoiren“.[14]
- „Wenn du im ersten Akt eine Pistole an die Wand gehängt hast, dann soll sie im nächsten abgefeuert werden. Ansonsten hänge sie nicht dort hin.“[15]

## Kritik
Ernest Hemingway verspottete das Prinzip in seinem Essay „Die Kunst der Kurzgeschichte“ und nennt dabei das Beispiel zweier Charaktere, die in seiner Kurzgeschichte „Fifty Grand“ eingeführt und dann nie wieder erwähnt werden. Hemingway schätzte unwichtige Details, räumte jedoch ein, dass die Leser unweigerlich nach Symbolik und Bedeutung in ihnen suchen würden. Die Autorin Andrea Phillips stellte fest, dass die Zuweisung einer einzigen Rolle für jedes Detail eine Geschichte vorhersehbar und „farblos“ mache.
Donald Rayfield bemerkte 1999, dass in Tschechows Stück „Der Kirschgarten“ entgegen Tschechows eigenem Rat zwei geladene Schusswaffen verwendet werden, die jedoch nicht abgefeuert werden. Die nicht abgefeuerten Gewehre passen zum Thema des Stücks, nämlich der fehlenden oder unvollständigen Handlung.